# Branišov (Vyskytná)
Branišov (německy Branschau) je malá vesnice, část obce Vyskytná v okrese Pelhřimov. Nachází se asi 2 km na západ od Vyskytné. V roce 2009 zde bylo evidováno 35 adres. V roce 2001 zde trvale žilo 56 obyvatel.
Branišov leží v katastrálním území Branišov pod Křemešníkem o rozloze 3,66 km2.

## Historie
První písemná zmínka o obci pochází z roku 1379.

## Pamětihodnosti
- Pamětní kámen